# Jarun
Jarun je naselje na zapadnom dijelu Zagreba u kojemu se nalaze i istoimeno jezero te park. Nalazi se na jugozapadnom dijelu gradske četvrti Trešnjevka – jug.
Smjestio se između Horvaćanske i obale rijeke Save te naselja Horvati, Srednjaci, Gajevo i Gredice na istoku, Staglišće na sjeveru te Vrbani i Prečko na zapadu. Naselje Jarun pripada istoimenomu mjesnom odboru, a dio je rimokatoličke župe Duha Svetoga, čije je središte uz crkvu Sv. Mati Slobode.
Naselje ima i istoimeno jezero u čijem sklopu se nalazi veslačka staza dužine 2 km. Jezero Jarun se, osim od veslačke staze, sastoji od dva povezana jezera za kupanje i rekreaciju, Veliko jezero i Malo jezero i šest otoka (Otok Univerzijade, Otoka Trešnjevka, Otok Hrvatske mladeži, Otok divljine, Otok veslača i Otok ljubavi). Oko jezera je asfaltirana cesta (ca. 6 km dužine), pa je stoga jezero Jarun, kako u vrućim ljetnim danima, tako i u hladnim zimskim, omiljeno okupljalište svih Zagrepčana željnih raznih oblika rekreacije (kupanje, trčanje, rolanje, vožnja biciklom itd.). Osim rekreativnih aktivnosti, na jezeru Jarun redovito se održavaju veslačke i jedriličarske regate, natjecanja u kajaku i kanuu na mirnim vodama, plivački maratoni, atletičarske i biciklističke utrke, i drugo.

## Povijest

### 18. stoljeće
Preteča jezera Jarun je tu bila otkad Sava prolazi tim putem. Kao naselje se spominje davno – Jarun je ucrtan u topografsku kartu Zagreba koja datira iz 1782. godine. Tada je imao samo dvije ulice, Ulicu Jarun i Jarunsku obalu. Na toj karti su se našli i Horvati te Knežija, od obližnjih naselja.
Jarun je tada bio savski rukavac, oko kojeg je bilo malo naselje i kukuruzna polja. Poplava 1964. potiče izgradnju nasipa uz Savu, čime je Jarun fizički odvojen od same rijeke te je postao močvara. U to vrijeme se iz Jaruna vadio šljunak koji se koristio za izgradnju nasipa, pa se s vremenom produbio i postao jezero.

### Uređenje 1980-ih i Univerzijada 1987.
Sedamdesetih godina dolazi do ideje da se izgradi športsko rekreacijski centar u zapadnom dijelu grada (Maksimir je onda bio jedini takav centar). U isto vrijeme Zagreb je izabran za domaćina Univerzijade 1987. Jezero Jarun odabrano je kao pogodna lokacija za izgradnju takvog objekta.
Veliki radovi na uređenju Jaruna počinju. Početkom izgradnje SRC-a Jarun uređeno je jezero površine 70 hektara s veslačkom stazom napravljenom prema najvišim standardima (i dalje je jedna od najboljih u svijetu – to dokazuje i činjenica da je prema njegovim dimenzijama i karakteristikama izgrađeno jezero za Olimpijske igre u Ateni 2004. godine). U sklopu SRC-a izgrađeni su i mnogi sportski objekti (veslački hangari, jedriličarski i kajakaški klubovi te zgrada Uprave Jaruna s velikim tribinama). Na istočnom kraju SRC Jarun izgrađeni su i Športski park Mladost, Studentsko naselje Stjepan Radić te Kineziološki fakultet.
Takav ogroman sportski kompleks povećao je potražnju za stanovanjem u tom dijelu grada, pa je započela masovna gradnja stambenih zgrada u okolici Jaruna. Izgrađena su naselja Jarun (izgradio ga je GRO Vladimir Gortan), Staglišće, Vrbani, Gredice, Gajevo i Horvati, koja, osim Vrbana, u širem smislu i danas spadaju pod naselje Jarun. Tom prigodom, 1985. godine, jugozapadni dio grada je prometno povezan s ostatkom Zagreba tramvajskom prugom.
S radom je u doba uređenja jezera počela i Osnovna škola Jarun, koja je, kao jedina škola u to vrijeme u krugu od nekoliko naselja, 1990. imala oko 2000 učenika u 70-ak razrednih odjela. Škola se podijelila na dvije Osnovne škole Bartola Kašića, prvu i drugu, no zbog opadajućeg broja učenika, 2006. godine su se spojile u jednu, OŠ B. Kašića.

### 1990-e
U naselju Jarun izgrađen je i veliki Dom zdravlja koji je ujedno bio i sjedište organizacije Crveni križ za ove prostore. U neposrednoj blizini Doma zdravlja izgrađena je i velika crkva Sveta Mati Slobode, spomen-crkva svih poginulih hrvatskih branitelja u Domovinskom ratu, koja 2010. godine postaje i župna crkva.

### 21. stoljeće
Pet plaža na jezeru dobilo je oznaku Plava zastava, koja naznačuje dobru čistoću i opremljenost plaža. Niknuli su novi poznati zagrebački klubovi. Na prostoru između naselja Jarun i jezera, gdje je donedavno uspjelo opstati malo seosko naselje Petrine, počela je izgradnja novog dijela naselja. Preko dvadeset stambenih zgrada i tridesetak urbanih vila su već završeni ili u izgradnji. Na zapadnom dijelu naselja, prema Vrbanima, većim dijelom izgrađeno je i naselje Vrbani III.
U urbanističkim planovima su dva mosta preko Save na području Jaruna, jedan pješački i jedan za cestovni i tramvajski promet, koji će ga povezati s drugom obalom. Planirana je izgradnja Sveučilišne bolnice koja bi bila najveća bolnica u Hrvatskoj. Otkrićem geotermalnih izvora na prostoru Jaruna započeli su i planovi za izgradnju toplica. Predložena je također i izgradnja novog poslovnog centra uz Savu koji će se sastojati od desetak nebodera s preko 20 katova.
Dana 10. ožujka 2022. kraj Studentskog doma Stjepan Radić u Jarunu srušila se letjelica za koju internetski portal The War Zone smatra da je sovjetski izviđački dron Tupoljev Tu-141.

## Otoci
Na jezeru Jarun je 6 otoka:
1. Otok Trešnjevka (povezan mostom)
2. Otok Univerzijade '87. (most)
3. Otok divljine
4. Otok hrvatske mladeži (most)
5. Otok ljubavi
6. Otok veslača (most)

## Sport
- NK Jarun Zagreb, nogometni klub
- ŠRC Jarun (više veslačkih klubova)

## Javni prijevoz
Horvaćanskom cestom u smjeru istok – zapad prometuju tramvajske linije 5 Prečko – Park Maksimir i 17 Prečko – Borongaj koje povezuju Jarun i okolne kvartova s centrom grada. Okretište Jarun je udaljeno 550 m od jezera.
Ulicom Hrgovići u smjeru sjever – jug prometuju autobusne linije 113 Ljubljanica – Jarun i 117 Črnomerec – Jarun. Navedene linije prometuju najbliže jezeru. Od 27. travnja 2024. linija 113 vikendom prometuje oko jezera.

## Vanjske poveznice
- Rekreacijsko športski centar 'Jarun'
- Malo jezero Jarun croatia.hr